# 2631 Zhejiang
2631 Zhejiang (1980 TY5) là một tiểu hành tinh vành đai chính được phát hiện ngày 7 tháng 10 năm 1980 bởi Đài thiên văn Tử Kim Sơn ở Nam Kinh.